# هاکینسون (واشینگتن)
هاکینسون (به انگلیسی: Hockinson) یک منطقهٔ مسکونی در ایالات متحده آمریکا است که در شهرستان کلارک، واشینگتن واقع شده‌است. هاکینسون ۳۶٫۳ کیلومتر مربع مساحت و ۴٬۷۷۱ نفر جمعیت دارد و ۹۴ متر بالاتر از سطح دریا واقع شده‌است.